# Obležení Stralsundu
Obležení Stralsundu bylo střetem mezi Dánskem, Pruskem a Saskem na jedné straně a Švédskem na straně druhé během Severní války.

## Pozadí
Severní válka mezi Švédskem a jeho nepřáteli v čele s Ruskem se zprvu vyvíjela ve prospěch Švédska, ale roku 1709 ruský car Petr I. uštědřil Švédům těžkou porážku u Poltavy, po níž švédský král Karel XII. utekl do Turecka. V době jeho nepřítomnosti se povedlo protišvédské koalici dobýt Karélii, Ingrii a velkou část Finska. Navíc v Polsku získala navrch, což vedlo k tomu, že se k ní přidalo Prusko a Hannoversko. Když se Karel XII. roku 1714 vracel, chystala koalice útok na Stralsund.

## Boj o Stralsund
V červnu oblehla vojska Pruska, Dánska a Saska město Wismar, čímž začal útok na Stralsund. Pruský král Fridrich Vilém I. mezitím obsadil ostrov Uznojem. Poté se rozhodli spojenci dobýt ostrov Rujana, čímž by Stralsund obklíčili. Po těžkém boji byla Rujana nakonec dobyta a Stralsund byl obklíčen. Situaci navíc zhoršilo to, že vojska koalice během jednoho nájezdu ukořistila 24 švédských děl, jež byla poté použita proti Stralsundu. Brzy bylo jasné, že obrana Stralsundu je marná, a proto se Karel rozhodl uprchnout. Útěk se nakonec povedl, přestože Karel XII. při něm málem zahynul, a Stralsund se vzdal.

## Následky
Dobytí Stralsundu znamenalo pro Švédsko těžkou ránu. Vojska koalice se chystala k útoku na samotné Švédsko; situaci nijak nezlepšila smrt švédského krále, k níž došlo 30. listopadu 1718 při obléhání Frederikshaldu v Norsku. Válka skončila roku 1721 Nystadským mírem, jež znamenal porážku Švédska.